# Landtagswahlkreis Zerbst
Der Landtagswahlkreis Zerbst (Wahlkreis 23) ist ein Landtagswahlkreis in Sachsen-Anhalt. Er umfasste zur Landtagswahl in Sachsen-Anhalt 2021 vom Landkreis Anhalt-Bitterfeld die Gemeinden Aken (Elbe), Osternienburger Land und Zerbst/Anhalt sowie vom Landkreis Jerichower Land die Stadt Gommern.
Der Wahlkreis wird in der achten Legislaturperiode des Landtages von Sachsen-Anhalt von Dietmar Krause vertreten. Er vertritt den Wahlkreis seit der Wahl im Jahr 2011 und verteidigte das Direktmandat zuletzt bei der Landtagswahl am 6. Juni 2021 mit 36,5 % der Erststimmen.

## Wahl 2021
Im Vergleich zur Landtagswahl 2016 wurde der Zuschnitt des Wahlkreises nicht verändert. Auch Name und Nummer des Wahlkreises wurden nicht geändert.
Es traten sieben Direktkandidaten an. Von den Direktkandidaten der vorhergehenden Wahl traten Dietmar Krause und Mario Rudolf erneut an. Dietmar Krause verteidigte das Direktmandat mit 36,5 % der Erststimmen. Gordon Köhler zog über Platz 6 der Landesliste der AfD ebenfalls in den Landtag ein.
|                   |                      | Erst- stimmen | Erst- stimmen | Zweit- stimmen | Zweit- stimmen |
| Bewerber          | Partei               | Anzahl        | %             | Anzahl         | %              |
| ----------------- | -------------------- | ------------- | ------------- | -------------- | -------------- |
| Wahlberechtigte   | Wahlberechtigte      | 39.808        | 100,0         | 39.808         | 100,0          |
| Wähler            | Wähler               | 24.497        | 61,5          | 24.497         | 61,5           |
| Ungültige Stimmen | Ungültige Stimmen    | 469           | 1,9           | 459            | 1,9            |
| Gültige Stimmen   | Gültige Stimmen      | 24.028        | 98,1          | 24.038         | 98,1           |
| davon             |                      |               |               |                |                |
| Dietmar Krause    | CDU                  | 8.780         | 36,5          | 9.420          | 39,2           |
| Gordon Köhler     | AfD                  | 5.562         | 23,1          | 5.381          | 22,4           |
| Anke Nielebock    | DIE LINKE            | 3.133         | 13,0          | 2.655          | 11,0           |
| Karsten Todte     | SPD                  | 1.771         | 7,4           | 1.886          | 7,8            |
| Lysann Papenroth  | GRÜNE                | 988           | 4,1           | 933            | 3,9            |
| Ingo Sinast       | FDP                  | 1.494         | 6,2           | 1.437          | 6,0            |
| Mario Rudolf      | FREIE WÄHLER         | 2.300         | 9,6           | 900            | 3,7            |
| –                 | NPD                  | –             | –             | 69             | 0,3            |
| –                 | Tierschutzpartei     | –             | –             | 298            | 1,2            |
| –                 | Tierschutzallianz    | –             | –             | 80             | 0,3            |
| –                 | LKR                  | –             | –             | 8              | 0,0            |
| –                 | Die PARTEI           | –             | –             | 104            | 0,4            |
| –                 | Gartenpartei         | –             | –             | 160            | 0,7            |
| –                 | FBM                  | –             | –             | 20             | 0,1            |
| –                 | TIERSCHUTZ hier!     | –             | –             | 136            | 0,6            |
| –                 | dieBasis             | –             | –             | 256            | 1,1            |
| –                 | Klimaliste ST        | –             | –             | 13             | 0,1            |
| –                 | ÖDP                  | –             | –             | 10             | 0,0            |
| –                 | Die Humanisten       | –             | –             | 18             | 0,1            |
| –                 | Gesundheitsforschung | –             | –             | 82             | 0,3            |
| –                 | PIRATEN              | –             | –             | 68             | 0,3            |
| –                 | WiR2020              | –             | –             | 104            | 0,4            |

## Wahl 2016
Bei der Landtagswahl in Sachsen-Anhalt 2016 waren 41.814 Einwohner wahlberechtigt. Dietmar Krause konnte erneut das Direktmandat für die CDU sichern.
| Bewerber              | Partei            | Erststimmen in % | Zweitstimmen in % |
| --------------------- | ----------------- | ---------------- | ----------------- |
| Dietmar Krause        | CDU               | 29,3             | 31,2              |
| Heiko Zerrenner       | AfD               | 23,8             | 23,0              |
| Gerald Grünert        | LINKE             | 14,2             | 14,8              |
| Oliver Lindner        | SPD               | 12,9             | 10,1              |
| Mario Rudolf          | Freie Wähler      | 11,5             | 6,3               |
| Ingo Sinast           | FDP               | 4,2              | 4,6               |
| Claus-Jürgen Dietrich | GRÜNE             | 4,1              | 4,0               |
| —                     | NPD               | —                | 1,9               |
| —                     | Tierschutzpartei  | —                | 1,5               |
| —                     | Tierschutzallianz | —                | 0,9               |
| —                     | ALFA              | —                | 0,8               |
| —                     | Die PARTEI        | —                | 0,3               |
| —                     | MG                | —                | 0,3               |
| —                     | DIE RECHTE        | —                | 0,1               |
| —                     | FBM               | —                | 0,1               |

## Wahl 2011
Bei der Landtagswahl in Sachsen-Anhalt 2011 waren 44.914 Einwohner wahlberechtigt; die Wahlbeteiligung lag bei 50,2 %. Dietmar Krause gewann das Direktmandat für die CDU.
| Bewerber              | Partei           | Erststimmen in % | Zweitstimmen in % |
| --------------------- | ---------------- | ---------------- | ----------------- |
| Dietmar Krause        | CDU              | 32,4             | 33,3              |
| Gerald Grünert        | LINKE            | 21,6             | 22,4              |
| Ronald Doege          | SPD              | 22,2             | 20,8              |
| Ingo Sinast           | FDP              | 3,9              | 3,7               |
| Claus-Jürgen Dietrich | GRÜNE            | 5,6              | 5,9               |
| Mario Rudolf          | Freie Wähler     | 10,4             | 6,0               |
| Hilmar Wünsch         | NPD              | 4,0              | 4,4               |
| —                     | Tierschutzpartei | —                | 1,6               |
| —                     | PIRATEN          | —                | 1,0               |
| —                     | SPV              | —                | 0,4               |
| —                     | KPD              | —                | 0,2               |
| —                     | MLPD             | —                | 0,2               |
| —                     | ödp              | —                | 0,1               |

## Wahl 2006
Bei der Landtagswahl in Sachsen-Anhalt 2006 traten folgende Kandidaten an:
| Name                             | Partei          | Anteil der Erststimmen |
| -------------------------------- | --------------- | ---------------------- |
| Erich Reichert                   | CDU             | 34,3 %                 |
| Gerald Grünert                   | LINKE           | 21,4 %                 |
| Ronald Doege                     | SPD             | 26,3 %                 |
| Frank Lüngen                     | FDP             | 6,4 %                  |
| Christoph Kaatz                  | GRÜNE           | 5,6 %                  |
| Walter Elß                       | Off D-STATT-DSU | 6,0 %                  |
| Wahlberechtigte: 51615 Einwohner |                 |                        |
| Wahlbeteiligung: 45,6 %          |                 |                        |